# Glabrilaria africana
Glabrilaria africana är en mossdjursart som först beskrevs av Hayward och Cook 1983.  Glabrilaria africana ingår i släktet Glabrilaria och familjen Cribrilinidae. Inga underarter finns listade i Catalogue of Life.